# 267 Dywizja Piechoty
267 Dywizja Piechoty (niem. 267. Infanterie-Division) – niemiecka dywizja z czasów II wojny światowej, sformowana w Brunszwiku na mocy rozkazu z 26 sierpnia 1939 roku, w 4. fali mobilizacyjnej w XI Okręgu Wojskowym.

## Struktura organizacyjna
- Struktura organizacyjna w sierpniu 1939 roku:

467., 487. i 497. pułk piechoty, 267. pułk artylerii, 267. batalion pionierów, 267. oddział rozpoznawczy, 267. oddział przeciwpancerny, 267. oddział łączności, 267. polowy batalion zapasowy;
- Struktura organizacyjna w styczniu 1943 roku:

467. i 487. pułk grenadierów, 267. pułk artylerii, 267. batalion pionierów, 267. batalion fizylierów, 267. oddział przeciwpancerny, 267. oddział łączności, 267. polowy batalion zapasowy;
- Struktura organizacyjna w lutym 1944 roku:

467., 487. i 487. pułk grenadierów, 267. pułk artylerii, 267. batalion pionierów, 267. batalion fizylierów, 267. oddział przeciwpancerny, 267. oddział łączności, 267. polowy batalion zapasowy;

## Dowódcy dywizji
- General Ernst Feßmann 26 VIII 1939 – 1 VI 1941;
- Generalleutnant Friedrich – Karl von Wachter 1 VI 1941 – 10 XI 1941;
- General Robert Martinek 10 XI 1941 – 1 I 1942;
- Generalleutnant Friedrich – Karl von Wachter 1 I 1942 – 24 I 1942;
- Generalleutnant Friedrich Stephan 24 I 1942 – 26 II 1942;
- Generalmajor Karl Fischer 26 II 1942 – 31 III 1942;
- Generalleutnant Friedrich Stephan 31 III 1942 – 8 VI 1943;
- Generalleutnant Otto Drescher 8 VI 1943 – 13 VIII 1944;